# حمام ساوط بجستان
حمام ساوط بجستان مربوط به اواخر دوره قاجار است و در شهرستان بجستان، محله ساوط واقع شده و این اثر در تاریخ ۱۹ مرداد ۱۳۸۴ با شمارهٔ ثبت ۱۲۹۰۶ به‌عنوان یکی از آثار ملی ایران به ثبت رسیده است.